# Alor Besar
Alor Besar is een bestuurslaag in het regentschap Alor van de provincie Oost-Nusa Tenggara, Indonesië. Alor Besar telt 1065 inwoners (volkstelling 2010).